# Гейтс, Мэри Максвелл
Мэ́ри Ма́ксвелл Гейтс (англ. Mary Maxwell Gates; 5 июля 1929 — 9 июня 1994) — первая женщина президент общества United Way в округе Кинг, Техас; первая женщина, вошедшая в национальный исполнительный комитет United Way (где она работала вместе с исполнительным директором IBM, Джоном Опелем) и первая женщина, вошедшая в состав совета директоров First Interstate Bank города Вашингтон. В течение 18 лет (1975—1993) являлась членом попечительского совета Вашингтонского университета. Её сын, Билл Гейтс — основатель компании Майкрософт. 
Умерла от рака.

## Статья в NYT 1994
В 1994 году вышла статья в New York Times, в которой утверждалось, что Мэри помогла своему сыну получить контракт от IBM по разработке операционной системы для их нового компьютера IBM PC.